# Austrália nos Jogos Olímpicos de Inverno de 1976
A Austrália participou dos Jogos Olímpicos de Inverno de 1976 em Innsbruck, na Áustria.